# 3460 Ашкова
3460 Ашкова (3460 Ashkova) — астероїд головного поясу, відкритий 31 серпня 1973 року.
Тіссеранів параметр щодо Юпітера — 3,159.